# 4646 Kwee
4646 Kwee è un asteroide della fascia principale. Scoperto nel 1960, presenta un'orbita caratterizzata da un semiasse maggiore pari a 2,4305383 UA e da un'eccentricità di 0,1909640, inclinata di 1,91188° rispetto all'eclittica.
L'asteroide è dedicato all'astronomo olandese Kiem Keng Kwee.